# Więzienie Lefortowskie
Więzienie Lefortowskie (ros. Лефортовская тюрьма) – obok Butyrek jedno z najbardziej znanych więzień w Moskwie.
Nazwa pochodzi od Dzielnicy Lefortowo, w której się znajduje więzienie, a ta od nazwiska Franza Leforta – rosyjskiego admirała i generała, z pochodzenia Szwajcara, faworyta Piotra Wielkiego.
Więzienie powstało w 1881 r. W czasach ZSRR przetrzymywano w nim wiele znanych postaci, w tym liczne ofiary terroru stalinowskiego. Więzienie znajdowało się pod bezpośrednią kontrolą KGB, a w latach 1996–2005 podlegało Federalnej Służbie Bezpieczeństwa (FSB), następcy KGB. Obecnie podlega Ministerstwu Sprawiedliwości Federacji Rosyjskiej.